# Julius Wohlers
Julius Ernst Christoph Wohlers (* 31. Oktober 1867 in Hamburg; † 4. September 1953 in Königreich, heute Jork bei Stade) war ein deutscher Maler des Impressionismus, Grafiker und Kunstpädagoge.

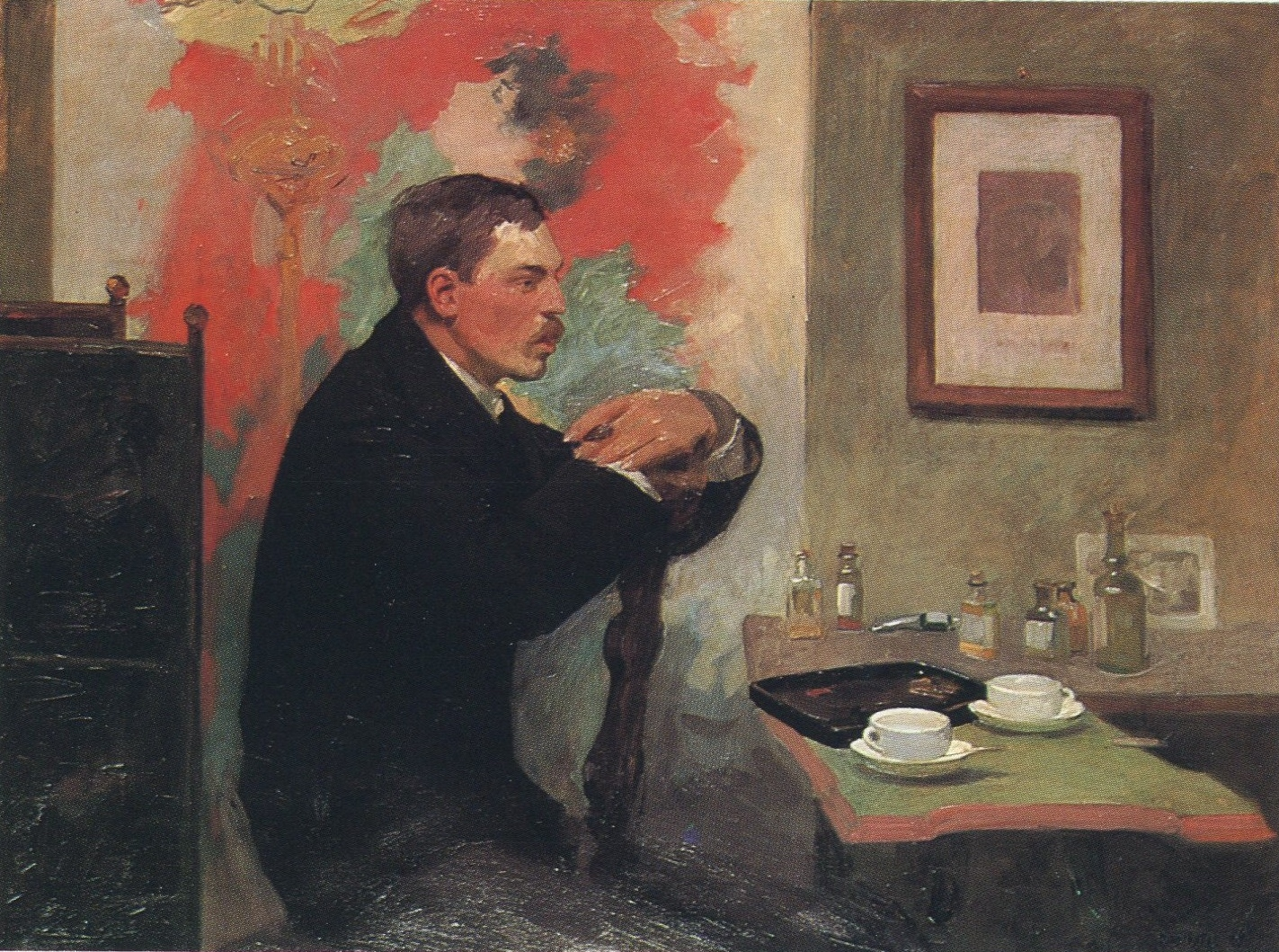
Julius Wohlers 1895, gemalt von Alfred Mohrbutter

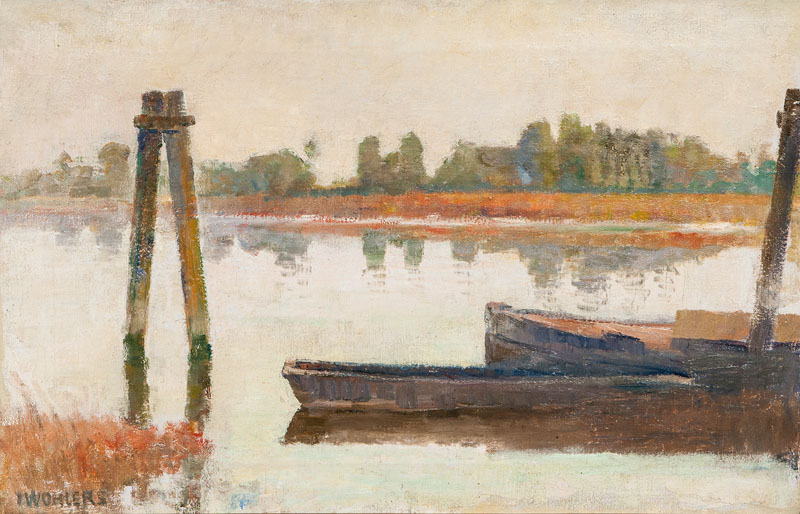
Blick auf das Alte Land

## Leben
Julius Wohlers besuchte von 1876 bis 1885 das Realgymnasium in Altona und studierte von 1886 bis 1889 Malerei und Radierkunst an der Akademie in Berlin. 1890 ging er nach Kopenhagen als Schüler des damals bekannten dänischen Malers Peter A. Schou. Von 1892 an lebte er als freischaffender Künstler in Hamburg. Er war ein Mitglied des Hamburger Künstlervereins von 1832.

In den Sommermonaten zog Wohlers häufig ins Alte Land, um vor allem Landschaften, aber auch Porträts und Tierbilder, nach dortigen Motiven zu malen.

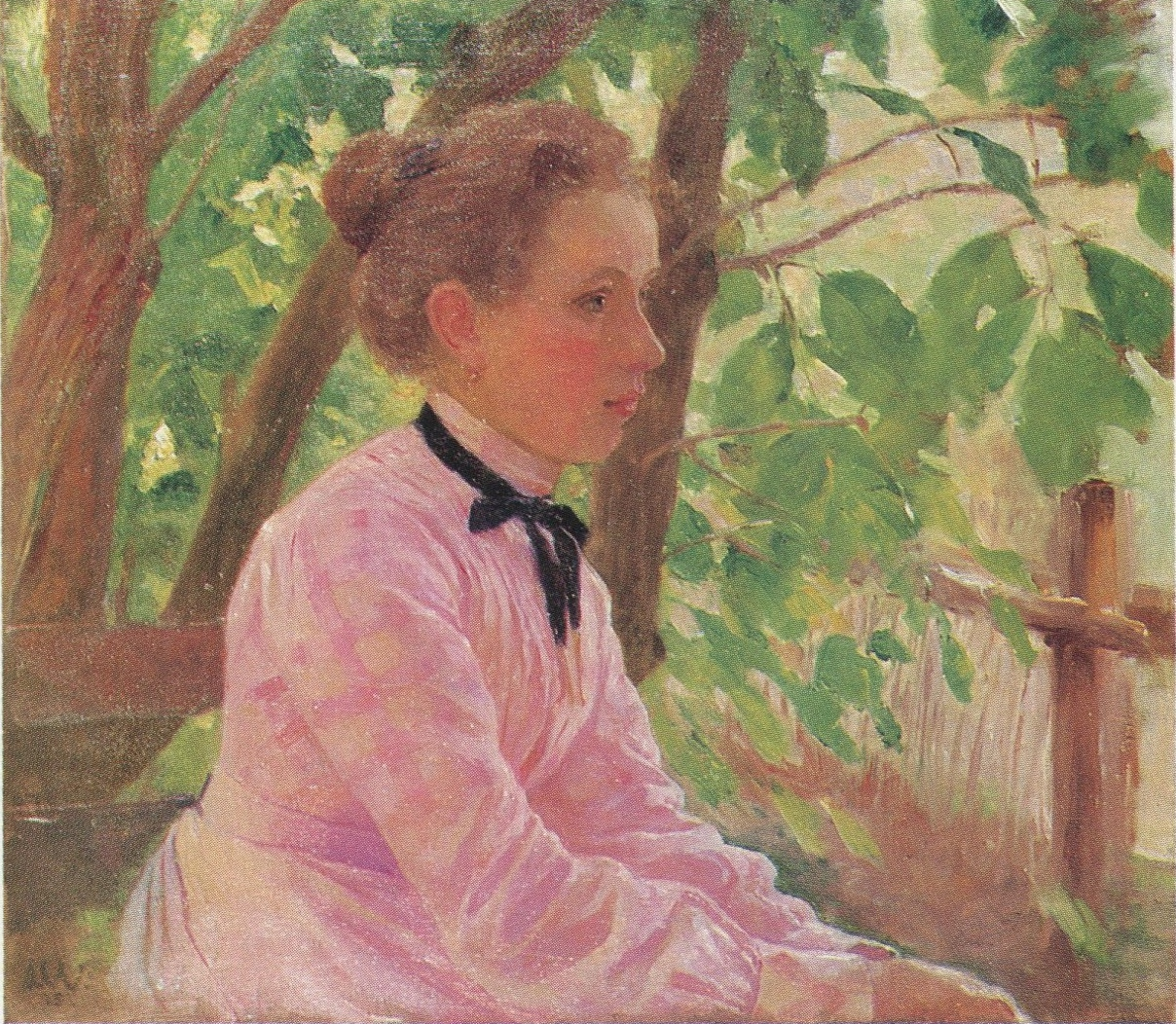
Mädchen im rosa Kleid von Julius Wohlers vor 1901

Justus Brinckmann, Direktor des Hamburger Museums für Kunst und Gewerbe, wurde auf den jungen Künstler, seinen Freund Alfred Mohrbutter und Otto Eckmann aufmerksam. Er regte sie dazu an, Bildteppiche für die dänische Scherrebeker Webschule zu entwerfen. Brinckmanns Absicht war es, die alte skandinavische Webtechnik wieder zu beleben. Zwischen 1896 und 1901 entstanden nach Wohlers Entwürfen vier Bildteppiche und ein Kissen mit geometrischen Mustern. Die Entwürfe sind nicht mehr enthalten.
1890 machte Wohlers eine Studienreise nach Paris und ließ sich von den französischen Impressionisten inspirieren. 
1897 gehörte er zu den Gründungsmitgliedern des Hamburgischen Künstlerclubs von 1897. Ihm gehörten viele noch heute bekannte Künstler an wie Ernst Eitner, Thomas Herbst, Arthur Illies, Friedrich Schaper und Arthur Siebelist. Ihre Bilder der Freimalerei, mit häufig für die damalige Zeit ungewöhnlich kräftigen Farbgebungen, erregten viel Protest bei Malern alter Schule und weiteren Teilen der hanseatischen Kulturszene. Dem Kunsthallen-Direktor Alfred Lichtwark wurde untersagt, weiterhin Werke der Gruppe für die Hamburger Kunsthalle anzukaufen. Wohlers besuchte in Hamburg auch den sog. Aktclub, welchen der dänische Maler Peter Alfred Schou für freizügige Aktstudien eingerichtet hatte.
1901 bekam Wohlers eine Anstellung als Lehrer einer Malklasse an der Kunstgewerbeschule in Hamburg und 1915 als Zeichenlehrer an der Kunstgewerbeschule für Mädchen. 1921 heiratete er Marie Lewine Beck, die Schwester seines Malschülers Franz Beck. Von 1926 bis zu seiner Pensionierung 1931 lehrte er als Professor an der Hamburger Landeskunstschule. Julius Wohlers war auch Mitglied im Deutschen Künstlerbund.
1943 zerstörte ein Bombenangriff Wohnung und Atelier am Mundsburger Damm und damit fast sein gesamtes Frühwerk. Nur etwa 200 seiner Bilder haben den Krieg überlebt. Wohlers zog nach Mecklenburg und 1944 nach Königreich bei Stade. Wegen eines Augenleidens konnte er nur noch kleinformatige Stillleben malen. Er starb fast erblindet im Jahr 1953.
Seine Bilder sind heute in der Hamburger Kunsthalle, im Altonaer Museum, im Schleswig-Holsteinischen Landesmuseum Schloss Gottorf und bei der Ernst-Barlach-Stiftung in Güstrow zu sehen.
In Himmelpforten, wo seine Eltern eine Zeit lang wohnten und er in den Jahren 1895 bis 1900 oft malte, wurde die Julius-Wohlers-Straße nach ihm benannt.